# Maria Teresa Białas-Terakowska
Maria Teresa Białas-Terakowska (ur. 12 marca 1931 w Krakowie, zm. 21 lipca 2023 w Krakowie) – polska artystka, twórczyni tkaniny artystycznej.

## Życiorys
Córka Zdzisława i Rozalii Białas. We wrześniu 1939 roku, uciekając przed Niemcami wraz z mamą i rodzeństwem trafiła do Lwowa, skąd w grudniu wróciła do Krakowa. Podczas wojny uczęszczała na tajne komplety. W roku 1950 ukończyła Państwowe Liceum Sztuk Plastycznych w Krakowie, a w roku 1956 Akademię Sztuk Pięknych w Krakowie (dyplom na Wydziale Tkaniny Artystycznej, w pracowni prof. Stefana Gałkowskiego). 
W roku 1957 wstąpiła do Związku Polskich Artystów Plastyków, w którym pełniła wiele funkcji (delegat na Walne Zjazdy, Przewodnicząca Sądu Koleżeńskiego, Skarbnik Zarządu Okręgu), za co otrzymała Złotą Odznakę ZPAP. W latach 1956–1963 wykonywała tkaniny ręcznie malowane oraz serigrafie. Od roku 1966 tworzyła tkaniny unikatowe, wykonywane technikami autorskimi, w tym z wykorzystaniem artystycznie przetworzonych technik dziewiarskich, była prekursorką techniki makramy w obszarze sztuki włókna. Wyznaczała nowe trendy i awangardowy kierunek myślenia dla młodych pokoleń artystów, szukających własnej, indywidualnej drogi twórczej. W latach siedemdziesiątych dwudziestego wieku, obok Romany Szymańskiej-Plęskowskiej oraz Ryszarda Kwietnia, uznawana była za największy autorytet w dyscyplinie tkaniny artystycznej środowiska krakowskiego. Wtedy też prowadziła jedną z pierwszych w Krakowie otwartą galerię – pracownię (przy ul. Św. Anny 11/11). Brała udział w ponad stu indywidualnych, grupowych i zbiorowych wystawach krajowych i zagranicznych. Uczestniczyła w plenerach malarskich i tkackich. Jej prace znajdują się w zbiorach muzeów, placówek kulturalnych i osób prywatnych w kraju oraz za granicą. 
W roku 1963 wyszła za mąż za Janusza Terakowskiego, w roku 1964 urodziła syna Jakuba. W roku 2006 przeszła na emeryturę. Zmarła 21 lipca 2023 roku, została pochowana na Salwatorze. 

## Twórczość
Tkaniny unikatowe: 
- Andromeda
- Ceremoniał
- Drzewko
- Dudi
- Dusiołek
- Gobelin
- EX-44
- EX-55
- Intryga
- Jujuba
- Król I
- Król II
- Księżycowa
- Morska
- Motaceleta
- Nucula
- Ośmiornica
- Pirat
- Requiem dla pająka
- Sentencja
- Tempus fugit
- Wielkie Bum[6]
- Zawsze niech będzie słońce
- Z kulami[7]
- scenografia do spektaklu Mały Książę (Teatr Bagatela: premiera 4.04.1987, Teatr STU: premiera 14.09.1991)[8]